# Мананг (аэропорт)
Аэропорт «Мананг», также называемый аэропортом «Хумде» — небольшой аэропорт в Непале, расположенный в деревне Хумде административного района Мананг.
Аэропорт находится на высоте 3353 м над уровнем моря в долине реки Марсъянди, «зажатой» между горными массивами Аннапурна и Дамодар-Гимал, в силу чего аэропорт считается сложным для взлёта и посадки воздушных судов.
Аэропорт «Мананг» имеет одну взлётно-посадочную полосу, способную принимать небольшие самолёты укороченного взлёта и посадки, такие как De Havilland DHC-6 Twin Otter или Pilatus PC-6. Высокогорное расположение аэропорта накладывает ряд технических ограничений на выполняемые полёты, например, самолёты DHC-6 Twin Otter вынуждены летать с неполной загрузкой.
По состоянию на 2014 год из аэропорта «Мананг» выполняются нерегулярные авиарейсы в город Покхара, большинство пассажиров — туристы, путешествующие по маршруту «Трек вокруг Аннапурны». В 2010 году авиакомпания Nepal Airlines выполнила несколько пробных полётов по маршруту Мананг — Джомсом, однако, из-за недостаточного спроса эти рейсы были отменены.
В 2011—2013 годах проведены работы по удлинению взлётно-посадочной полосы. По завершении этих работ было объявлено, что аэропорт «Мананг» теперь готов к приёму регулярных рейсов.